# Гуто-Мар'ятинська сільська рада
Гуто-Мар'ятинська сільська рада — колишня адміністративно-територіальна одиниця та орган місцевого самоврядування у Базарському, Овруцькому, Малинському і Народицькому районах Коростенської і Волинської округ, Київської й Житомирської областей Української РСР та України з адміністративним центром у с. Гуто-Мар'ятин.

## Населені пункти
Сільській раді були підпорядковані населені пункти:
- с. Гуто-Мар'ятин
- с. Рубежівка
- с. Сингаї
- с. Славковиці
- с. Старий Кужіль

## Населення
Станом на 1 жовтня 1941 року, в сільраді налічувалось 156 дворів з 579 мешканцями в них, в тому числі: чоловіків — 224 та жінок — 355.
Відповідно до результатів перепису населення 1989 року, кількість населення ради, станом на 12 січня 1989 року, становила 461 особу.
Станом на 5 грудня 2001 року, відповідно до перепису населення України, кількість мешканців сільської ради становила 268 осіб.

## Склад ради
Рада складалася з 12 депутатів та голови.

## Керівний склад сільської ради
| ПІБ                            | Основні відомості                                                               | Дата обрання | Дата звільнення |
| ------------------------------ | ------------------------------------------------------------------------------- | ------------ | --------------- |
| Пузійчук Володимир Миколайович | Сільський голова, 1956 року народження, освіта, безпартійний                    | 26.03.2006   | 31.10.2010      |
| Пузійчук Володимир Миколайович | Сільський голова, 1956 року народження, освіта середня спеціальна, безпартійний | 31.10.2010   |                 |

Примітка: таблиця складена за даними джерела

## Історія
Створена 12 січня 1924 року як чеська національна сільська рада, відповідно до рішення Волинської ГАТК № 6/1 «Про зміни в межах округів, районів і сільрад», в складі колоній Гуто-Мар'ятин, Кужель (згодом — хутір Новий Кужіль), Чеська (Межиліска) (згодом — Чеська Колонія) та Славковичі (згодом — Славковиці) Будо-Голубієвицької, Дерманівської та Межиліської сільських рад Базарського району Коростенської округи. 10 березня 1926 року, відповідно до наказу Коростенського ОВК № 40 «Про внесення декотрих змін в низове районування», до складу ради включено х. Берестниця Будо-Голубієвицької сільської ради Базарського району. У 1941 році Чеська Колонія передана до складу Межиліської сільської ради Базарського району. Станом на 1 жовтня 1941 року х. Берестниця не перебуває на обліку населених пунктів.
Станом на 1 вересня 1946 року сільська рада входила до складу Базарського району Житомирської області, на обліку в раді перебували села Гуто-Мар'ятин та Славковиці. Х. Новий Кужіль в довіднику пропущено. Станом на 1 березня 1961 року х. Новий Кужіль не перебуває на обліку населених пунктів.
11 серпня 1954 року, внаслідок виконання указу Президії Верховної ради УРСР «Про укрупнення сільських рад по Житомирській області», до складу ради включено села Березівка та Рубежівка ліквідованої Рубежівської сільської ради. 2 вересня 1954 року, відповідно до рішення Житомирського облвиконкому № 1087 «Про перечислення населених пунктів в межах районів Житомирської області», до складу ради включено села Сингаї та Старий Кужіль Голубієвицької сільської ради. 21 липня 1958 року, відповідно до рішення Житомирського ОВК № 709 «Про перейменування П'ятидубської сільської ради Базарського району та передачу з її складу окремих населених пунктів», до складу ради включено села Воробіївщина та П'ятидуб П'ятидубської (Вишіської) сільської ради Базарського району. 9 грудня 1966 року, відповідно до рішення ЖОВК № 638 «Про зміни в адміністративному підпорядкуванні деяких населених пунктів області», села Березівку, Воробіївщину та П'ятидуб передано до складу Вишівської сільської ради Малинського району.
На 1 січня 1972 року сільська рада входила до складу Народицького району Житомирської області, на обліку в раді перебували села Гуто-Мар'ятин, Рубежівка, Сингаї, Славковиці та Старий Кужіль.
12 серпня 1974 року, відповідно до рішення Житомирського ОВК № 342 «Про зміни в адміністративно-територіальному поділі окремих районів області в зв'язку з укрупненням колгоспів», до складу ради включено села Буда-Голубієвичі, Вила та Недашківка Голубієвицької сільської ради Народицького району; були повернуті 15 січня 1982 року, відповідно до рішення Житомирського ОВК № 19 «Про зміну адміністративно-територіального поділу Народицького району», до тієї ж сільської ради.
Припинила існування 17 листопада 2015 року через об'єднання до складу Народицької селищної територіальної громади Народицького району Житомирської області.
Входила до складу Базарського (7.03.1923 р.), Народицького (21.01.1959 р., 8.12.1966 р.), Овруцького (30.12.1962 р.) та Малинського (7.01.1963 р.) районів.